# Merli
Merli is een historisch merk van motorfietsen.
De bedrijfsnaam was Medardo Merli Motocicli, Parma.
Merli was een klein Italiaans merk dat een gering aantal motorfietsen met 173 cc Train-tweetaktmotoren produceerde. De productie liep maar kort, van 1929 tot 1931.